# Kill Fuck Die
Kill Fuck Die é o sétimo álbum de estúdio da banda de heavy metal W.A.S.P., lançado em 29 de abril de 1997.

## Faixas
- Todas as canções escritas por Blackie Lawless e Chris Holmes.

1. "Kill.Fuck.Die." – 4:20
2. "Take the Addiction" – 3:41
3. "My Tortured Eyes" – 4:03
4. "Killahead" – 4:07
5. "Kill Your Pretty Face" – 5:49
6. "Fetus" – 1:23
7. "Little Death" – 4:12
8. "U" – 5:10
9. "Wicked Love" – 4:36
10. "The Horror" – 8:26

## Formação
- Blackie Lawless – vocais
- Chris Holmes – guitarra
- Mike Duda – baixo
- Stet Howland – bateria